# Federico Miraz
Federico Miraz Fernández (Ferrol, 1922 - Córdoba, 2005), fue un abogado y periodista español.

## Biografía
Estudió Derecho, Periodismo y Magisterio, ejercitando la abogacía y el periodismo. Desarrolló su carrera en publicaciones de la Cadena de Prensa del Movimiento.
Comenzó trabajando en el Faro de Vigo, siendo posteriormente redactor jefe del diario Voluntad de Gijón, entre los años 1943 y 1954. Posteriormente dirigió la emisora de radio La Voz de León y también el periódico Proa, entre los años 1955 y 1961. Ese año pasó a dirigir el diario Voluntad, hasta el año 1972, cuando se hizo cargo de la dirección del diario Córdoba, entonces periódico regional del «Movimiento Nacional» en Córdoba, periódico que dirigió durante el final del franquismo y los primeros años de la «Transición». Falleció en Córdoba el 5 de febrero de 2005.